# Groncho
Groncho es un compilado de lados B del disco Miami, hecho por el grupo argentino Babasónicos.

## Lanzamiento
La banda, luego de terminar su relación contractual con Sony Music, aprovechó para relanzar diferentes materiales que Sony no había querido apoyar. Así, por intermedio de Bultaco Discos, su propio sello, editó Groncho, entre otros lados B y remixes.  En ese momento, Babasónicos estaba en el año 2000 sin sello discográfico y con una crisis económica que no pronosticaba ningún futuro para nadie, menos para una banda de rock. 

## Lista de canciones
| N.º | Título                 | Duración |  |
| 1.  | «Demasiado»            | 4:18     |  |
| 2.  | «La pincheta»          | 3:02     |  |
| 3.  | «Drogas... ¿Para qué?» | 2:44     |  |
| 4.  | «El súbito»            | 5:17     |  |
| 5.  | «Promotora»            | 3:11     |  |
| 6.  | «Pavadas»              | 3:03     |  |
| 7.  | «Pop Silvia»           | 4:12     |  |
| 8.  | «Clase gata»           | 3:37     |  |
| 9.  | «Boogie boutique»      | 4:59     |  |

## Personal
- Producción: Babasónicos.
- Mastering: Daniel Melero.
- Foto de portada: Jorge Truscello.